# Owen Stanleygebergte
Het Owen Stanleygebergte is het zuidoostelijke deel van de centrale bergketen van Papoea-Nieuw-Guinea. Het werd ontdekt in 1849 door kapitein Owen Stanley terwijl hij de zuidkust van Papoea in kaart bracht en werd naar hem vernoemd. Hij heeft het gebergte nooit betreden, laat staan het gevaarlijke binnenland ingegaan. Strikt genomen is het oostelijkste punt van het gebergte de Mount Victoria, 4038 meter hoog, beklommen door William McGregor in 1888, en het westelijkste punt de Mount Thynne en Mount Lilley. De naam wordt echter meer algemeen gebruikt om te verwijzen naar de hele bergketen die van Mount Chapman, 3376 meter hoog, tot het zuidoostelijk eind van het eiland loopt. Ook wordt Mount Albert Edward, 3990 meter hoog, vaak tot het Owen Stanleygebergte gerekend, terwijl deze in werkelijkheid ervan gescheiden is door de Wharton-bergketen.
Het gebergte wordt geflankeerd door moeilijk begaanbaar land, in het bijzonder in het zuidwestelijk gedeelte van de keten. Er is een aantal begaanbare passen, waarvan de meest oostelijke, de bekende Kokodapad de bergen kruist tussen Port Moresby en Buna. De route was meer dan 50 jaar in gebruik als postroute.
De aanleg van wegen is niet onmogelijk, maar zou moeilijk en kostbaar zijn. Er werd een weg aangelegd tijdens de Tweede Wereldoorlog, van Wau in het noorden tot Bulldog in het zuiden, bekend als de Bulldogroute. Omdat zwaar vervoer onmogelijk was, slaagden de Japanners er in 1942 niet in
Port Moresby in te nemen. De hoge bergen zijn ruw, ruig, guur en stormachtig en zeer steil, met hier en daar vruchtbare plateaus met inlandse voedseltuinen.